# Beefalo
Beefalo là một loại con lai được tạo ra trong các chương trình phối giống có kiểm soát giữa gia súc (Bos taurus), thường là một con đực, với bò bison châu Mỹ (Bison bison), thường là một con cái. Giống mới được tạo ra kết hợp các đặc tính của cả hai bố mẹ để sản xuất thịt bò.
Beefalo chủ yếu là gia súc về cả mặt di truyền học và vẻ bề ngoài, định nghĩa của một con Beefalo là có tỉ lệ ba phần tám (37,5%) giống di truyền của bison, đối với các động vật có tỷ lệ phần trăm giống di truyền bison cao hơn sẽ được gọi là "bò lai bison".